# Carburo de silicio

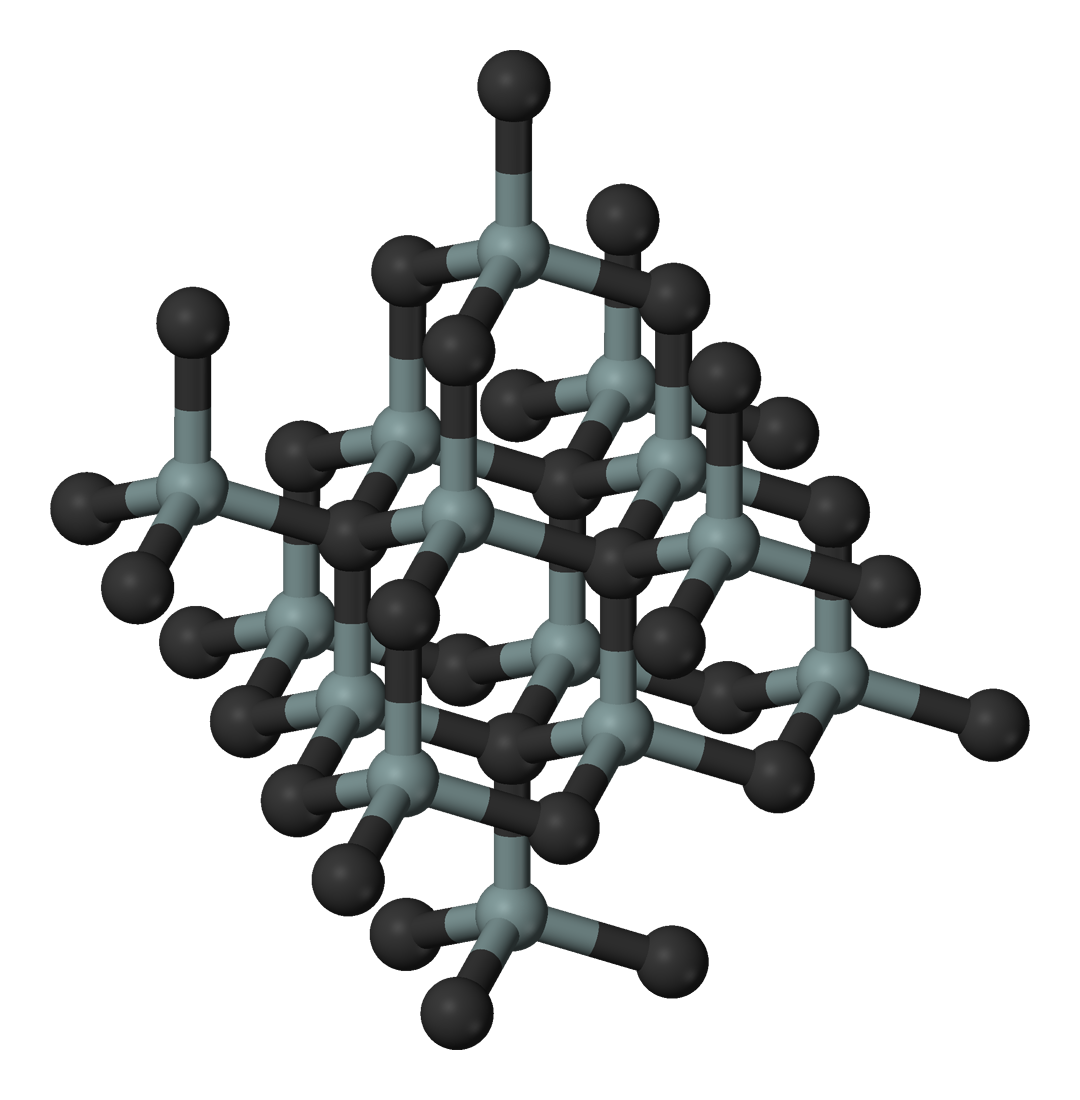

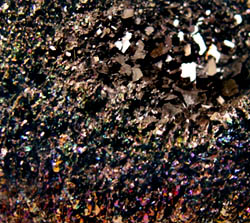

El carburo de silicio, también llamado carborundo, carborundio o carburindón (sic) es un carburo covalente de estequiometría 1:1 y que tiene una estructura de diamante, a pesar del diferente tamaño del C y Si, que podría impedir la misma. Debido en parte a su estructura, es casi tan duro como el diamante, alcanzando durezas en la  escala de Mohs de 9 a 9,5, por lo que además se usa como material abrasivo.
También es conocido como carburindón o «carborindón», palabra formada por carbo- y corindón, mineral famoso por su dureza. 
Es un compuesto que se puede denominar aleación sólida, y que se basa en que sobre la estructura anfitrión (C en forma de diamante) se cambian átomos de éste por átomos de Silicio, siempre y cuando el hueco que se deje sea similar al tamaño del átomo que lo va a ocupar.
El carburo de silicio es un material semiconductor (~ 2,4V) y refractario que presenta muchas ventajas para ser utilizado en dispositivos que impliquen trabajar en condiciones extremas de temperatura, voltaje y frecuencia. El Carburo de Silicio puede soportar un gradiente de voltaje o de campo eléctrico hasta ocho veces mayor que el silicio o el arseniuro de galio sin que sobrevenga la ruptura: este elevado valor de campo eléctrico de ruptura le hace ser de utilidad en la fabricación de componentes que operan a elevado voltaje y alta energía, como por ejemplo: diodos, transistores, supresores..., e incluso dispositivos para microondas de alta energía. A esto se suma la ventaja de poder colocar una elevada densidad de empaquetamiento en los circuitos integrados. 
Gracias a la elevada velocidad de saturación de portadores de carga (2×107 cm−¹) es posible emplear SiC para dispositivos que trabajen a altas frecuencias, ya sean Radiofrecuencias o Microondas. Por último una dureza de ~9 en la escala de Mohs le proporciona resistencia mecánica, que junto a sus propiedades eléctricas hacen que dispositivos basados en SiC ofrezcan numerosos beneficios frente a otros semiconductores.

## Descubrimiento
Este material fue descubierto accidentalmente por el químico sueco Jöns Jacob Berzelius  en 1824 mientras realizaba un experimento para sintetizar diamantes. Edward Goodrich Acheson, gracias a sus trabajos, fundó la Compañía Carborundum con la intención de producir un abrasivo.

## Obtención
El carburo de silicio se obtiene de arenas o cuarzo de alta pureza y coque de petróleo fusionados en horno de arco eléctrico a más de 2.000 °C con la siguiente composición:
SiO2 + 3 C → SiC + 2 CO
A continuación, pasa por un proceso de: selección, molienda, lavado, secado, separación magnética, absorción del polvo, cribado, mezclado y envasado. Luego, con este producto en distintos granos (o grosores de grano) y distintos aditivos, soportes y aglomerantes, se elaboran las lijas, discos de corte de metal, pastas para pulir, etc.